# Nokia E63
Il Nokia E63 è uno smartphone prodotto dall'azienda finlandese Nokia.

## Caratteristiche
- Processore ARM11
- Dimensioni: 113 × 59 × 13 mm
- Massa: 127 g
- Risoluzione display: 240 × 320 pixel a 16 700 000 colori
- Durata batteria in conversazione: 6 ore
- Durata batteria in standby: 400 ore (16 giorni)
- Memoria: 110 MB espandibile con MicroSD fino a 32 GB
- Fotocamera: 2.0 megapixel con flash
- Bluetooth
- Wi-Fi